# Myodes rufocanus
Myodes rufocanus (Нориця сіра рудоспинна) — вид гризунів родини Хом'якові (Cricetidae).

## Поширення
Країни поширення: Китай (Хейлунцзян, Сіньцзян), Фінляндія, Японія (Хоккайдо), КНДР, Монголія, Норвегія, Росія, Швеція. Проживає від лінія берега до 2700 м над рівнем моря.

## Середовище проживання та екологія
Мешкає у хвойних лісах і березових лісах, часто навколо долини річки, де, як правило, воліє скелясті ділянки, густі зарості і опале листя, а також проживає в сухих болотах, луках і субарктичних чагарникових пустках. Травоїдний, харчується вегетативними частинам трав і карликовими чагарниками, і ягодами. Вид може іноді бути знайдений у високих на вирубках і часто зустрічається на рівнинах.

## Загрози та охорона
Немає серйозних загроз для цього виду. Зустрічається в ряді природоохоронних територіях.

## Ресурси Інтернету
- Sheftel, B. & Henttonen, H. 2008. Myodes rufocanus [Архівовано 1 березня 2013 у Wayback Machine.]

| Панда | Це незавершена стаття з теріології. Ви можете допомогти проєкту, виправивши або дописавши її. |